# Stein, Appenzell Ausserrhoden
Stein (schweizertyska: Stèè) är en ort och kommun i kantonen Appenzell Ausserrhoden i Schweiz. Kommunen har 1 498 invånare (2023).